# گاثم، ناتینگهام‌شر
گاثم (به انگلیسی: Gotham) یک روستا و محله مدنی در بریتانیا است که در راشکلف واقع شده‌است. گاثم ۱٬۵۶۳ نفر جمعیت دارد.